# Giuseppe Gambardella
Giuseppe Gambardella (Napoli, 1880 circa – Napoli, 1950 circa) è stato un attore italiano.

## Biografia
Napoletano di nascita, di corporatura robusta ma agile, iniziò come attore di varietà nel teatro e nel 1909 si avvicinò al cinema, quando fu ingaggiato dalla Cines di Roma. Qui si specializzò nel genere comico interpretando il buffo personaggio di Checco, spalla di altri personaggi comici dell'epoca come Tontolini (Ferdinand Guillaume), Lea (Lea Giunchi), Cocò (Pacifico Aquilanti/Lorenzo Soderini), il piccolo Cinessino (Eraldo Giunchi) e Kri Kri (Raymond Dandy). Alcuni cortometraggi li girò anche come unico protagonista.
Agli inizi degli anni venti, quando il cinema italiano entrò in crisi, si trasferì in Francia, dove partecipò al film Judith del 1922. Ritornò in Italia diversi anni più tardi, partecipò ai film anche nel cinema sonoro, interpretando ruoli secondari e marginali.
Riprese più volte a fare l'attore teatrale, e negli anni trenta entrò a far parte della compagnia dei fratelli De Filippo.

## Il personaggio di Checco in altre lingue
- Francese: Grosventre
- Inglese: Stout
- Spagnolo: Pancho[1]

## Filmografia parziale
- La campana (1909)

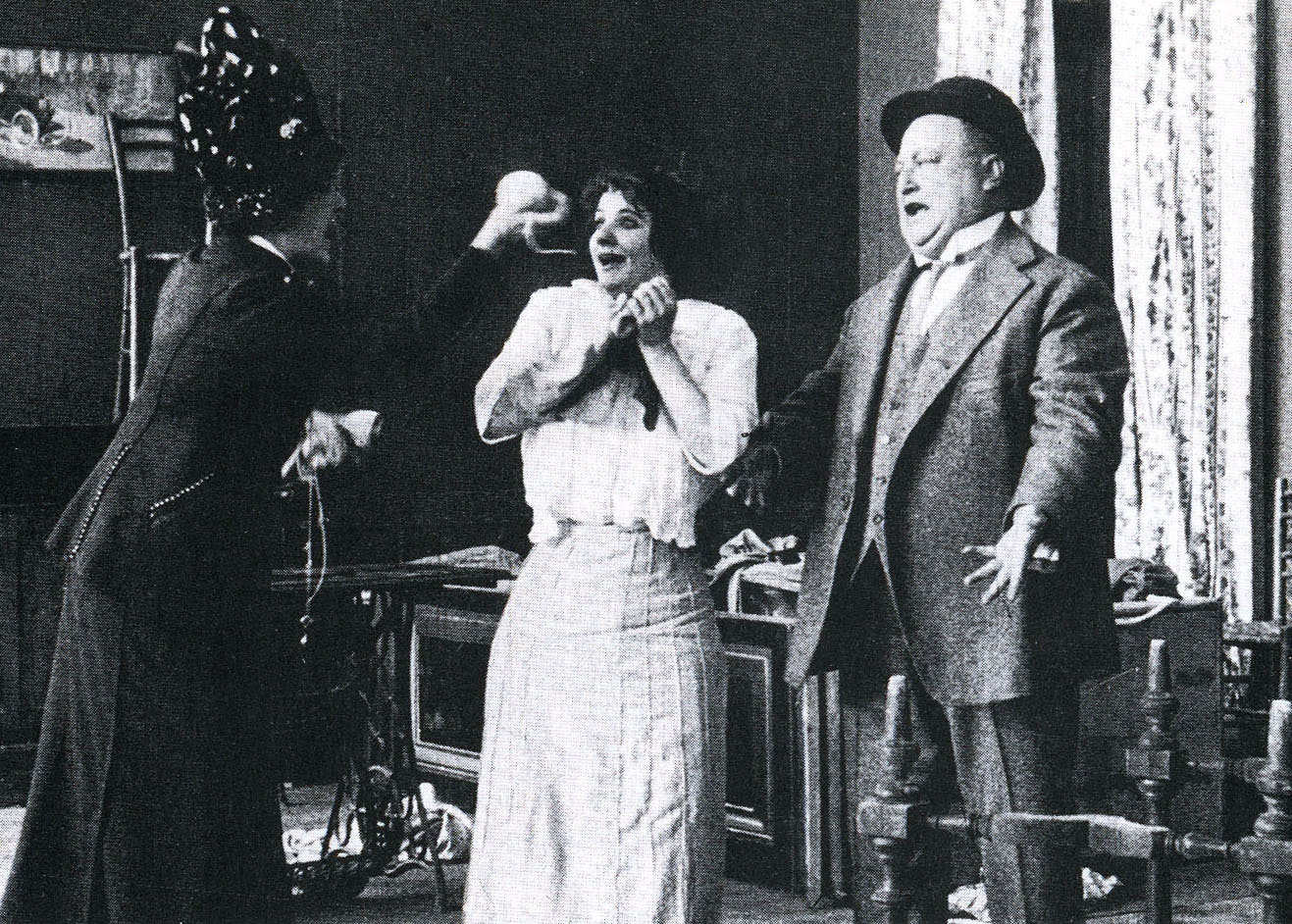
Lea Giunchi e Giuseppe Gambardella nel film Il gomitolo

- Tontolini, regia di Giulio Antamoro (1910)
- Cocò va soldato (1910)
- L'amorino, regia di Mario Caserini (1910)
- Faust, regia di Henri Andréani e David Barnett (1910)
- Lea in convitto (1910)
- Tontolini e Lea al servizio (1910)
- Amore e libertà, regia di Mario Caserini (1910)
- San Sebastiano, regia di Enrique Santos (1911)
- Lea fa ginnastica (1911)
- Tontolini impara a ballare (1911)
- Quo Vadis?, regia di Enrico Guazzoni (1913)
- Lea e Checco in viaggio di nozze (1912)
- Riposo festivo (1912)
- La carta da visita (1912)
- Contrabbandieri (1912)
- Il professor Checco e il poeta Ferdinando (1912)
- Checco sposa (1912)
- Il divo Checco (1912)
- Accidenti al cappello (1912)
- Checco e Cocò domatori (1912)
- La bufera, regia di Baldassarre Negroni (1913)
- Kri Kri e Checco cercano moglie (1913)
- Checco fotografo (1913)
- Checco Nerone (1913)
- Kri Kri e Checco al concorso di bellezza (1913)
- A sipario calato (1913)
- Un'avventura di Checco (1913)
- Matempsicosi, regia di Giulio Antamoro (1913)
- Checco è sfortunato in amore (1913)
- Checco e Cocò cercano il carcere (1913)
- Checco e Cocò cercano un abito (1913)
- L'onomastico del commendatore (1913)
- Lea dottoressa (1913)
- Un colpo di fulmine, regia di Baldassarre Negroni (1913)
- Cinessino ha fortuna (1914)
- Bidoni tra due fuochi (1914)
- Si è perduto il principe (1914)
- Amore senza stima, soggetto di Paolo Ferrari (1914)
- Kri Kri reduce d'Africa (1914)
- Madame Coralie & C., sceneggiatura di Maurice Hennequin (1914)
- Il fluido di Checco (1915)
- Viaggio di nozze di Kri Kri, regia di Raymond Dandy (1915)
- Lea indomabile (1916)
- Le strenne di Cinessino (1916)
- I milioni della miss (1917)
- Scarpetta e l'americana, regia di Enrico Guazzoni (1918)
- Judith, regia di Georges Monca e Rose Panzini (1922)
- Corte d'Assise, regia di Guido Brignone (1930)
- Stella del cinema, regia di Mario Almirante (1931)
- Figaro e la sua gran giornata, regia di Mario Camerini (1931)
- Per uomini soli, regia di Guido Brignone (1938)
- Il marchese di Ruvolito, regia di Raffaello Matarazzo (1938)
- Terra di nessuno, regia di Mario Baffico (1939)